# Corydalus texanus
Corydalus texanus är en insektsart som beskrevs av Banks 1903. Corydalus texanus ingår i släktet Corydalus och familjen Corydalidae. Inga underarter finns listade i Catalogue of Life.